# Eumerus iwatensis
Eumerus iwatensis är en tvåvingeart som beskrevs av Matsumura 1916. Eumerus iwatensis ingår i släktet månblomflugor, och familjen blomflugor. Inga underarter finns listade i Catalogue of Life.